# Spencer (Wisconsin)
Spencer es una villa ubicada en el condado de Marathon en el estado estadounidense de Wisconsin. En el Censo de 2010 tenía una población de 1.925 habitantes y una densidad poblacional de 370,33 personas por km².

## Geografía
Spencer se encuentra ubicada en las coordenadas 44°45′13″N 90°17′55″O / 44.75361, -90.29861. Según la Oficina del Censo de los Estados Unidos, Spencer tiene una superficie total de 5.2 km², de la cual 5.2 km² corresponden a tierra firme y (0.05%) 0 km² es agua.

## Demografía
Según el censo de 2010, había 1.925 personas residiendo en Spencer. La densidad de población era de 370,33 hab./km². De los 1.925 habitantes, Spencer estaba compuesto por el 97.35% blancos, el 0% eran afroamericanos, el 0.36% eran amerindios, el 0% eran asiáticos, el 0.05% eran isleños del Pacífico, el 1.09% eran de otras razas y el 1.14% pertenecían a dos o más razas. Del total de la población el 1.97% eran hispanos o latinos de cualquier raza.